# Qahhor Mahkamov
Qahhor Mahkamovic Mahkamov (in tagico: Қаҳҳор Маҳкамович Маҳкамов, in russo Кахар Махкамович Махкамов?, Kachar Machkamovič Machkamov; Xuçand, 16 aprile 1932 – Dushanbe, 8 giugno 2016) è stato un politico tagiko.
È stato il primo presidente del Tagikistan, in carica dal novembre 1990 all'agosto 1991.
Dal 1985 al 1991 è stato segretario del Partito Comunista del Tagikistan. Dal luglio 1990 all'agosto 1991 è stato membro del 28° Politburo del Partito Comunista dell'Unione Sovietica.